# Джон Доннелл Сміт
Джон Доннелл Сміт (англ. John Donnell Smith; 1829–1928) — американський ботанік-систематик, капітан кавалерії армії конфедератів.

## Біографія
Джон Доннелл Сміт народився 5 червня 1829 року у Балтиморі. Навчався у Єльському університеті, був членом таємного товариства «Череп і кістки». У 1847 році закінчив університет зі ступенем бакалавра. У 1850 році отримав право працювати в суді, однак замість цього на кілька років поїхав до Європи, відвідував лекції у Гейдельберзькому університеті.
У січні 1862 року Сміт поступив на службу в Армію Конфедеративних Штатів Америки як ад'ютант генерала Джона Б. Магґрудера (англ. John Bankhead Magruder). До жовтня Сміт став старшим лейтенантом. У 1864 році Джон був підвищений до капітана. Під час битви під Геттісбургом був важко поранений, 9 квітня 1865 року пішов у відставку.
Після громадянської війни Сміт зайнявся вивченням ботаніки, зробив безліч поїздок до Європи, Азії та Південної Америки. З 1890 до 1907 року Сміт вивчав флору Гватемали. У 1905 році він був призначений почесним членом Смітсонівського інституту. Джон Доннелл Сміт помер від пневмонії 2 грудня 1928 року у віці 99 років.
Основний гербарій Джона Доннелла Сміта, який містить близько 100 тисяч зразків, зберігається у Смітсонівському інституті у Вашингтоні.

## Деякі наукові роботи
- Smith, J.D. (1889–1907). Enumeratio plantarum guatemalensium. 8 vols.
- Smith, J.D. (1908). Icones plantarum centrali-americanarum. 46 pl.

## Роди рослин, названі на честь Дж. Д. Сміта
- Donnellia Austin, 1880
- Donnellia C.B.Clarke, 1902, nom. illeg. [syn.  Tripogandra Raf., 1837]
- Donnellsmithia J.M.Coult. & Rose, 1890[4]